# Onthophagus khonmiinitnoi
Onthophagus khonmiinitnoi là một loài bọ cánh cứng trong họ Bọ hung (Scarabaeidae).